# Sandro Djuric
Sandro Djuric (* 15. Februar 1994 in Schwarzach im Pongau) ist ein österreichischer Fußballspieler auf der Position eines Mittelfeldspielers.

## Karriere

### Verein
Sandro Djuric begann beim ehemaligen Bundesligisten SK Bischofshofen mit dem Fußballspielen und wechselte 2007 in die Mozartstadt zur Jugendabteilung des FC Red Bull Salzburg. Ab 2010 kam er regelmäßig in der zweiten Mannschaft, den Juniors, in der Regionalliga West zum Einsatz und war in der Saison 2011/12 fixer Bestandteil des Teams. Zur Saison 2012 wechselte er zum inoffiziellen zweiten Team der Salzburger, dem FC Liefering, mit denen er den Aufstieg in die Erste Liga schaffte. In der zweiten Österreichischen Liga startete Sandro gleich eindrucksvoll mit fünf Toren in drei Spielen, drei davon alleine gegen den SV Horn.
Nach der Saison 2013/14, die der FC Liefering auf dem dritten Platz beendete, wechselte er zum SV Grödig in die österreichische Bundesliga.
Nachdem sich Grödig aus dem Profifußball zurückgezogen hatte, wechselte Djuric im Sommer 2016 zum Zweitligisten SC Wiener Neustadt, bei dem er einen bis Juni 2017 gültigen Vertrag erhielt.
Zur Saison 2017/18 wechselte er zum Ligakonkurrenten SC Austria Lustenau. Nach der Saison 2018/19 verließ er Lustenau und wechselte nach Rumänien zum Zweitligisten Rapid Bukarest, bei dem er einen bis Juni 2021 laufenden Vertrag erhielt. In der Saison 2019/20 kam er zu 18 Einsätzen für Rapid in der Liga II, in denen er zwei Tore erzielte. Im September 2020 löste er seinen Vertrag in Bukarest auf. Kurz darauf wechselte er zum Ligakonkurrenten FC Dunărea Călărași. Für Dunărea Călărași absolvierte er in der Saison 2020/21 20 Partien in der Liga II.
Zur Saison 2021/22 kehrte Djuric nach Österreich zurück und schloss sich dem Salzburger Regionalligisten TSV St. Johann an.

### Nationalmannschaft
Seit 2009 ist Sandro Djuric auch ständig im Einsatz für die österreichischen Jugendnationalmannschaften. Ein Einsatz bei einem Großturnier blieb ihm aber bis jetzt aufgrund missglückter Qualifikationen Österreichs verwehrt. Aktuell steht er im Kader der Österreichischen U-19 Nationalmannschaft.

## Erfolge
- 1× Aufstieg in Erste Liga: 2013 (Relegation gegen LASK Linz)
- 2× Meister Regionalliga West: 2011, 2013
- 1× Salzburger Landespokalsieger: 2011